# Hylaeus distractus
Hylaeus distractus är en biart som först beskrevs av Cockerell 1914.  Hylaeus distractus ingår i släktet citronbin, och familjen korttungebin. Inga underarter finns listade i Catalogue of Life.